# Abihka
Abihka va ser una de les quatre ciutats mare de la confederació Creek. Actualment és un camp cerimonial al Comtat d'Okmulgee (Oklahoma). Abihka també s'utilitza de vegades per referir-se a tots els pobles Alts Creek (o Muscogee).

## Orígens
Abihka eren les restes del "cacicatge de Coosa" del segle xvi. Una resta dels natchez s'assentaren a Abihka després de ser dispersats pels francesos en el segle xviii.

## Etimologia
El nom "abihka" (de significat desconegut), és usat de vegades per referir-se a tots els pobles Alts Creek.

## Territori
El poble d'Abihka eren amerindis alts creeks. Llur principal lloc de residència estava als marges del riu Coosa i del riu Alabama, en l'actual comtat de Talladega, Alabama. A més de la ciutat d'Abihka, els creek havia establert altres ciutats importants en el seu territori: Abihkutchi, Tuckabutche, Talladega, Coweta, i Kan-tcati.

## Camps cerimonials
Després de llur deportació a Territori Indi, els refugiats de la ciutat mare d'Abihka van establir un camp cerimonial Stomp dance que anomenaren Abihka (o, de vegades, Arbeka). Està situat a prop de Henryetta (Oklahoma).
Alice Brown Davis i el seu marit, George Rollin Davis, operaren un post comercial, oficina de correus, magatzem i el ranxo Bar X Bar a Arbeka fins a la mort de George. Ella el va succeir com a empleada de correus en la dècada de 1890.